# Хлеб по водам
«Хлеб по водам» (англ. Bread Upon the Waters) — роман американского писателя Ирвина Шоу, написанный в 1981 году. Одно из последних произведений автора.

## Сюжет
Учитель истории Аллен Стрэнд — глава небольшой, но дружной нью-йоркской семьи. В послужном списке Аллена достойная работа и уважение со стороны людей. Однако главными объектами своей гордости Стрэнд считает прекрасную жену и умных и сострадательных детей. Семья ведет тихую и размеренную жизнь. Но такая жизнь заканчивается с появлением незнакомого человека, который оказывается богатым и влиятельным юристом с Уолл-Стрит…